# Henrique IV de Avaugour

Brasão de Armas da Casa de Avaugour

Henrique IV de Avaugour (1280 – 1 de Fevereiro de 1334) foi Senhor de Avaugour e de Goëllo. O seu túmulo encontra-se na necrópole da família no Convento de Cordeliers de Guingamp.

## Relações familiares
Foi filho de Henrique III de Avaugour (1247 - 21 de Novembro de 1301) e de Maria de Brienne (1255 - 13 de Março de 1329) filha de Luís de Brienne (1230 -?) e de Inês de Beaumont-Maine (12 de Fevereiro de 1253 - 9 de Maio de 1301). Casou em 1305 com Joana de Harcourt (1280 -?) filha de João III de Harcourt (? – 1329) e de Alice de Brabant (? – 1315), de quem teve:
1. Joana de Avaugour, condessa de Goëllo (1300 – 28 de Julho de 1327) casou em 1318 com Guy da Bretanha, conde de Penthièvre, filho de João III da Bretanha, casamento que permitiu reconstituir os territórios de Penthièvre.
2. Margarida de Avaugour (c. 1300 -?) casou com Hervé VII de Leão (?- 1343),
3. Isabel de Avaugour (c. 1300 -?) casou por duas vezes, a primeira com Geoffroy VIII (? – 1347), Senhor de Chateaubriand e a segunda com Luís I de Thouars (?- 1370), visconde de Thouars.